# Tysklands kommunistiska parti (1970)
Kommunistische Partei Deutschlands (Maoisten), KPD eller KPD(M) (tidigare även KPD/AO) var ett kommunistiskt parti i Västtyskland
Partiet kallade sig KPD och skrevs av andra KPD(M) för att särskilda det från det gamla kommunistpartiet KPD.
Kommunistische Partei Deutschlands (Maoisten) hade sin grund i den tyska 68-rörelsen. Partiet ville knyta an till det från 1956 i Västtyskland förbjudna KPD och därmed vände man sig bort från Deutsche Kommunistische Partei (DKP) som grundats 1968 som efterföljare till KPD. Till skillnad från DKP som stödde det östtyska styret och Sovjetunionen valde KPD(M) maoismen. Man gjorde besök i Kina och togs emot av ordföranden för Kinas kommunistiska parti Hua Guofeng. KPD(M) fanns framförallt inom studentrörelsen och nästan inga arbetare anslöt sig till partiet. KPD(M) upplöstes 1980.
I Tyska förbundsdagsvalet 1976 fick man 0,1 %.  [källa behövs]